# A sötét ötven árnyalata (film)
A sötét ötven árnyalata (eredeti cím: Fifty Shades Darker) 2017-ben bemutatott erotikus filmdráma, amelyet James Foley rendezett. A forgatókönyvet Niall Leonard írta E. L. James azonos című regénye alapján. A főszereplők Dakota Johnson, Jamie Dornan és Marcia Gay Harden. 
Az Amerikai Egyesült Államokban 2017. február 10-én mutatták be, Magyarországon szinkronizálva három nappal később, február 13-án az UIP-Duna Film forgalmazásában. A film premierjére a 67. Berlini Nemzetközi Filmfesztiválon került sor február 7-én. 
Előzménye a 2015-ben bemutatott A szürke ötven árnyalata, míg folytatása az egy évvel később bemutatott A szabadság ötven árnyalata.

## Rövid történet
Christian megpróbálja visszacsábítani Anát, de eközben a férfi múltjából olyan személyek bukkannak fel, akik tönkretehetik kettejük kapcsolatát.

## Szereplők
| Szereplő         | Színész           | Magyar hang        |
| ---------------- | ----------------- | ------------------ |
| Anastasia Steele | Dakota Johnson    | Földes Eszter      |
| Christian Grey   | Jamie Dornan      | Szatory Dávid      |
| Jack Hyde        | Eric Johnson      | Zámbori Soma       |
| Kate Kavanagh    | Eloise Mumford    | Csondor Kata       |
| Leila            | Bella Heathcote   | Törőcsik Franciska |
| Mia Grey         | Rita Ora          | Peller Mariann     |
| Elliot Grey      | Luke Grimes       | Welker Gábor       |
| José             | Victor Rasuk      | Nagy Dániel Viktor |
| Taylor           | Max Martini       | Sarádi Zsolt       |
| Jerry Roach      | Bruce Altman      | Fazekas István     |
| Elena Lincoln    | Kim Basinger      | Kovács Nóra        |
| Grace Grey       | Marcia Gay Harden | Kocsis Judit       |